# Proguanil
Proguanil ist ein Arzneistoff, der als Monopräparat zur Chemoprophylaxe und als Kombinationspräparat (mit Atovaquon) zur Chemoprophylaxe und Therapie der Malaria eingesetzt wird.

## Geschichte und Entwicklung
Proguanil wurde in den 1940er-Jahren von Imperial Chemical Industries entwickelt. Damals arbeiteten eine Reihe von akademischen und industriellen Forschern auf Initiative des Medical Research Councils an der als kriegswichtig angesehenen Entwicklung neuer Malariamedikamente. Dabei wurden von dem von der Bayer AG entwickelten Atebrin® (Wirkstoff: Mepacrin) ausgehend ca. 1700 neue Substanzen synthetisiert, von denen ein Drittel gegen Malaria aktiv waren. Dies führte zur Identifizierung der Biguanide als Malariamittel. Von den Biguaniden wurden dann ca. 200 Substanzen geprüft, bis mit Proguanil ein dem Atebrin überlegener Stoff gefunden war. 1952 wurde der Wirkstoff von Rhône-Poulenc patentiert.

## Pharmakologie

### Wirkungsweise
Proguanil ist ein Prodrug, das in der Leber unter Dehydrierung zum wirksamen Cycloguanil metabolisiert wird:
Für die Malariawirksamkeit ist eine Hemmung des Enzyms Dihydrofolatreduktase des Erregers Plasmodium falciparum verantwortlich. Im Lebenszyklus der Plasmodien werden insbesondere die Leberschizonten in ihrer Entwicklung durch Cycloguanil gehemmt.

### Nebenwirkungen
Nebenwirkungen von Proguanil sind selten. Am häufigsten werden leichte Magenbeschwerden beobachtet. Allergische Reaktionen wurden nur in Einzelfällen berichtet. Bei schwerer Niereninsuffizienz kann es zu hämatologischen Störungen kommen.

### Risikogruppen und Kontraindikationen
Proguanil wird seit Jahrzehnten verwendet. Es konnten bei Anwendungen während der Schwangerschaft keine unerwünschten Nebenwirkungen auf Mutter oder Fetus nachgewiesen werden. Trotzdem sollte Proguanil während der Schwangerschaft insbesondere während des ersten Trimesters nur nach individueller Risikoabwägung durch einen Arzt angewendet werden. Proguanil sollte bei Patienten mit akuter Niereninsuffizienz mit Vorsicht eingesetzt werden.

### Dosierung und Anwendung
Proguanil-Monopräparate enthalten 100 mg Proguanil-Hydrochlorid je Tablette. Zur Malaria-Prophylaxe nehmen Erwachsene eine Woche vor Reisebeginn bis vier Wochen nach Reiseende 200 mg täglich ein. Zur Prophylaxe sollte Proguanil immer in Kombination mit anderen Arzneistoffen verwendet werden. Informationen zu Resistenzen in verschiedenen Regionen der Welt können durch Beratung beispielsweise in Tropeninstituten erhalten werden.

## Handelsnamen
Monopräparate
Paludrine (D)
Kombinationspräparate
- in Kombination mit Atovaquon: Malarone (D, A, CH)